# Lukas Gstaltner
Lukas Gstaltner (* 11. Juni 1998 in Wien) ist ein österreichischer Triathlet und Triathlon-Staatsmeister über die Sprintdistanz (2018).

## Werdegang
Lukas Gstaltner trat 2006 dem LCC-Wien bei und er betreibt Triathlon seit 2010.
Im Juni 2016 wurde er im Burgenland Junioren-Staatsmeister und 2017 Vize-Staatsmeister (Elite) auf der Triathlon-Sprintdistanz (750 m Schwimmen, 20 km Radfahren und 5 km Laufen).
Im Oktober 2017 konnte Lukas Gstaltner mit dem österreichischen Team (Therese Feuersinger, Pia Totschnig, Magdalena Früh, Philip Pertl und Leon Pauger) mit insgesamt acht Podiumsplätzen in zehn Rennen von April bis Oktober das Nationenranking der Junioren vor Ungarn und Frankreich gewinnen.
Er startete in der Saison 2018 im B-Kader des ÖTRV (Österreichischer Triathlonverband). Im April 2018 wurde er Vize-Staatsmeister auf der Duathlon Kurzdistanz und im Juni wurde der damals 19-jährige Wiener in Tulln Staatsmeister im Sprint-Triathlon.
Im Mai 2019 wurde er in Klosterneuburg Dritter bei der Staatsmeisterschaft auf der Triathlon Sprintdistanz. 2019 verpasste er die U23-Weltmeisterschaft und eine Verletzung der Plantarfaszie verhinderte in der Folge auch die geplante Teilnahme bei der U23-Europameisterschaft.
Im Juli 2020 erklärte der damals 22-Jährige seine aktive Zeit für beendet – aber seit 2025 ist er wieder aktiv und im Jänner wurde er Dritter bei der Staatsmeisterschaft Wintertriathlon. Gstaltner ging im Mai auf der olympischen Triathlon-Distanz (1,5 km Schwimmen, 40 km Radfahren und 10 km Laufen) am Ebersdorfer See an den Start und der 26-Jährige konnte das Rennen für sich entscheiden.

## Sportliche Erfolge
| Datum/Jahr    | Rang | Wettbewerb                                                | Austragungsort        | Zeit     | Bemerkung                                                                                          |
| ------------- | ---- | --------------------------------------------------------- | --------------------- | -------- | -------------------------------------------------------------------------------------------------- |
| 10. Mai 2025  | 1    | Triathlon am Ebersdorfer See                              | Ober-Grafendorf       |          | Olympische Distanz                                                                                 |
| 25. Mai 2019  | 3    | ASTC Triathlon Asian Cup                                  | Schymkent             | 01:55:27 | |
| 19. Mai 2015  | 3    | ÖTRV Staatsmeisterschaft Triathlon Sprintdistanz          | Klosterneuburg        | 01:01:23 | |
| 30. Juni 2018 | 26   | ETU Sprint Triathlon Premium European Cup                 | Rijssen-Holten        | 00:57:09 | |
| 3. Juni 2018  | 1    | ÖTRV Staatsmeisterschaft Triathlon Sprintdistanz          | Tulln                 | 00:57:59 | Staatsmeister auf der Triathlon Sprintdistanz                                                      |
| 3. Juni 2017  | 2    | ÖTRV Staatsmeisterschaft Triathlon Sprintdistanz          | Maria Lankowitz       |          | Vize-Staatsmeister Elite                                                                           |
| 20. Mai 2017  | 18   | ATU Triathlon Africa Cup                                  | Larache               | 00:55:04 | erstes internationales Eliterennen                                                                 |
| 25. Aug. 2016 | 3    | ETU Triathlon European Cup Junior Men                     | Tulcea                | 01:03:04 | Sprintdistanz (750 m Schwimmen, 20 km Radfahren und 5 km Laufen)                                   |
| 11. Juni 2016 | 1    | ÖTRV Staatsmeisterschaft Triathlon Sprintdistanz Junioren | Neufeld an der Leitha | 00:53:56 | Junioren-Staatsmeister beim Neufelder Triathlon                                                    |
| 11. Juni 2016 | 2    | ÖTRV Staatsmeisterschaft Triathlon Sprintdistanz          | Neufeld an der Leitha |          | Vize-Staatsmeister Elite                                                                           |
| 17. Mai 2014  | 1    | Vienna City Triathlon                                     | Wien                  | 01:00:28 | Sieger auf der Sprintdistanz – das Rennen musste witterungsbedingt als Duathlon ausgetragen werden |

| Datum/Jahr    | Rang | Wettbewerb                               | Austragungsort     | Zeit     | Bemerkung |
| ------------- | ---- | ---------------------------------------- | ------------------ | -------- | --------- |
| 18. Jan. 2025 | 3    | ÖTRV Staatsmeisterschaft Wintertriathlon | St. Jakob im Walde | 01:24:24 |           |

| Datum/Jahr    | Rang | Wettbewerb                        | Austragungsort         | Zeit | Bemerkung                   |
| ------------- | ---- | --------------------------------- | ---------------------- | ---- | --------------------------- |
| 14. Apr. 2018 | 2    | ÖTRV Staatsmeisterschaft Duathlon | Rohrbach an der Gölsen |      | Vize-Staatsmeister Duathlon |

(DNF – Did Not Finish)